# 레니게이드 (드라마)
《레니게이드》(Renegade)는 1992년 9월 19일부터 1997년 4월 4일까지 방송 신디케이션과 USA 네트워크를 통해 방영된 텔레비전 드라마이다.
대한민국에서는 MBC 문화방송을 통해 1993년부터 1996년까지 방영되었다.

## 출연
- 로렌조 라마스
- 브랜즈컴 리치먼드
- 캐슬린 킨몬트
- 스티븐 J. 캐널

## 한국판 성우진 (MBC)
- 양지운 - 리노 레인즈(로렌조 라마스)
- 신성호 - 바비(브랜즈컴 리치먼드)
- 윤소라 - 샤이언(캐슬린 킨몬트)
- 김기현
- 권혁수
- 박기량
- 이종혁
- 김관철
- 성유진
- 안장혁
- 우정신